# Heinrich Wilhelm Breidenfeld
Heinrich Wilhelm Breidenfeld (* 1794 in Niederwenigern/Westfalen; † 25. Juni 1875 in Trier) war ein deutscher Orgelbauer.

## Leben
Heinrich Wilhelm Breidenfeld erlernte das Orgelhandwerk bei Caspar Melchior Vorenweg (bis 1827) und begann 1826 in Münster als selbständiger Orgelbauer. Der Umbau der Domorgel in Münster 1830 steigerte sein Ansehen, so dass das Trierer Domkapitel ihm drei Jahre später den Auftrag zum Bau der Orgel im Westchor erteilte. Kurz nach deren Fertigstellung siedelte Breidenfeld 1838 mit seinem Betrieb nach Trier über.
Er verdrängte mit seinem Schaffen die in Trier vorherrschende Orgelbaufamilie Stumm. Seine Söhne Joseph Breidenfeld (1832–1898) und Heinrich Breidenfeld (1842–1906) übernahmen nach seinem Tod 1875 die Firma unter dem Namen „Gebr. Breidenfeld“ weiter und bauten noch 53 Orgeln, davon allein 13 in Trier. 
Insgesamt lieferte die Orgelbauerfamilie etwa 60 neue Orgeln, die meisten in das Bistum Trier, einige auch in die Bistümer Münster und Luxemburg. Nach der Jahrhundertwende kam die Firma in Schwierigkeiten und gab schließlich den Betrieb auf. 1912 wird sie im Trierer Adressbuch nicht mehr genannt. Weitgehend unverfälscht erhaltene Breidenfeld-Orgeln stehen noch in Dieblich, Bekond, Nennig, Thörnich, Schalkenmehren und Lösnich.

## Nachgewiesene Arbeiten (Auswahl)
| Jahr | Opus | Ort                     | Kirche                            | Bild | Manuale | Register     | Bemerkungen |
| ---- | ---- | ----------------------- | --------------------------------- | ---- | ------- | ------------ | --- |
| 1826 |      | Trier                   | Trierer Dom Hilfsorgel            |      |         |              | |
| 1830 |      | Münster                 | St.-Paulus-Dom                    |      | III/P   | 54           | Umbau der Möller-Orgel 1755; 1943 zerstört |
| 1831 |      | Münster                 | St. Ludgerus-Kirche               |      | II/P    | 22           | |
| 1835 |      | Lengerich               | evangelische Kirche               |      | II/P    | 24           | 2001 Restaurierung Klais → Orgel |
| 1836 |      | Verl                    | St. Anna                          |      | III/P   | 22, heute 39 | 1984 Restaurierung/Neubau |
| 1836 |      | Herringen               | St. Petrus und Paulus             |      | I       | 6            | Erhalten; 1905 Umbau Stockmann; 1981 Restaurierung Stockmann/Werl. |
| 1837 |      | Trier                   | Trierer Dom                       |      | III/P   | 52           | 1905 abgerissen |
| 1839 |      | Grevenmacher, Luxemburg |                                   |      |         | 20           | Nicht erhalten; 1930/58 Stahlhut; 1983 Neubau Westenfelder 22 Register. |
| 1843 |      | Trier                   | Liebfrauenkirche (Trier)          |      |         | 33           | Später in St. Laurentius. |
| 1844 |      | Weiskirchen             |                                   |      |         | 16           | 1945 stark beschädigt; Anfang 50er Jahre Neubau Späth 28 Reg. |
| 1844 |      | Mettlach                |                                   |      |         | 14           | |
| 1846 |      | Losheim                 |                                   |      |         | 16           | 1985 Neubau Oberlinger. |
| 1847 |      | Trier                   | St. Gervacius                     |      | II/P    | 22           | 1944 zerstört |
| 1848 |      | Wittlich                | St. Markus                        |      | II/P    | 27           | Neubau in Gehäuse (1767) von Schreiber. 1958 Umbau Klais, teilw. erhalten; 2001 Restaurierung Sandtner.                                                                            |
| 1850 |      | Luxemburg               | St. Alfons-Kirche                 |      | II/P    | 26           | 1923 Umbau Stahlhuth-Haupt/Lintgen; Umbauten 1952, 1963, 1972, 1981 (51/III) |
| 1851 |      | Völklingen              | St. Eligius                       |      |         | 20           | 1912 Kirchenneubau: 1928 Neubau Stahlhut. |
| 1852 |      | Ettelbrück, Luxemburg   | St. Sebastian                     |      | I/p     | 12           | Nicht erhalten, 1975 Neubau Manuf. Lintgen. |
| 1854 |      | Dillingen               | St. Johann                        |      |         | 12           | Nicht erhalten. |
| 1854 | 43   | Dieblich                | St. Johannes-Kirche               |      | II/P    | 29           | 2002 Restaurierung Hugo Mayer Orgelbau GmbH |
| 1858 |      | Trier                   | St. Paulin                        |      | II/P    | 33           | 1934 Erweiterung/Umbau Klais, 1991 Rest. Klais |
| 1860 |      | Pfaffenthal, Luxemburg  | Pfarrkirche                       |      |         |              | |
| 1860 |      | Nalbach                 | St. Peter und Paul                |      | II/P    | 19           | 1948 Erweitert um ein 2. Manual durch Julius Reimsbach; 1974 Neubau Mayer II/23. Das Rückpositiv ist neu von Mayer.                                                                |
| 1862 |      | Trier                   | Pfarrkirche St. Antonius          |      |         | 19           | nicht erhalten, seit 1995 Orgel von Orgelbau Tzschöckel op. 300 |
| 1863 |      | Prüm                    | Sankt-Salvator-Basilika           |      | II/P    | 36           | Neubau in Nollet-Gehäuse von 1786. Umbau 1973 Klais. 2 Laden und einige Reg. sind alt (1863)                                                                                       |
| 1866 |      | Trier                   | St. Josephskirche                 |      |         | 27           | Kirche seit 1854 Beichtkirche der Redemptoristen; Kirche 1944 zerstört; 1971 Neubau Führer.                                                                                        |
| 1868 | 59   | Trier                   | Basilika St. Matthias             |      |         | 34           | 1960 ausgebaut; Prospekt lagert teilw. in der Abtei. |
| 1869 |      | Wallerfangen            |                                   |      | I/P     | 23           | 1884 2. Man Dalstein & Haerpfer; 1978 Restaurierung Haerpfer & Ermann (27 Reg.) |
| 1869 |      | Merzig                  |                                   |      |         | 20           | |
| 1872 |      | Trier                   | Hospitalskirche                   |      |         | 17           | Nicht erhalten. |
| 1874 |      | Fraulautern             | Katholische Stiftskirche          |      |         | 23           | Stiftskirche/Klosterkirche 1895 abgebrannt; in neue Dreifaltigkeitskirche übernommen; 1925 nach Geislautern (Völklingen); dort 1953 Neubau Sebald                                  |
| 1874 |      | Monnerich, Luxemburg    |                                   |      | I       | 11           | 1923 Umbau Fischer, Cruchten; heute nur Prospekt erhalten. |
| 1875 |      | Trier                   | St. Paulus und St. Irminen-Kirche |      |         |              | Nicht erhalten. |
| 1879 |      | Schalkenmehren          | St. Martin (Schalkenmehren)       |      | I/P     |              | |
| 1884 | 76   | Nennig                  | St. Martin                        |      | I/P     | 12           | [ 5 ] |
| 1890 |      | Friedrichsthal (Saar)   | St. Michael                       |      |         |              | 1903 pneumatifiziert durch Orgelbau Christian Gerhardt & Söhne. Die alte Pfarrkirche St. Michel wurde 1929 durch die heutige Pfarrkirche St. Marien ersetzt. Orgel nicht erhalten. |
| 1892 |      | Lösnich                 | St. Vitus                         |      | II/P    | 14           | [ 7 ] |